# Vaniyambadi
Vaniyambadi är en stad i den indiska delstaten Tamil Nadu, och tillhör distriktet Vellore. Folkmängden uppgick till 95 061 invånare vid folkräkningen 2011, med förorter 117 019 invånare.